# Planeamiento del turismo
El planeamiento del turismo es una herramienta de gestión de destinos, enfocada en la percepción de la situación actual en que el destino se encuentra y sus posibles panoramas futuros. Construyendo metodológicamente una aplicación que posibilite guiar el destino del panorama actual hacia el futuro deseado utilizando de forma eficiente los recursos disponibles para este fin. 
Percibiendo el turismo en la localidad se constatan sus impactos negativos o positivos. En un intento de maximizar los impactos positivos y minimizar los impactos negativos surge el planeamiento basado en la sostenibilidad. Utilizando el trípode enmarcado en la equidad social, prudencia ecológica y en la dinamización de la economía local.

## Historia del planeamiento turístico
Innegablemente, el planeamiento es una importante herramienta administrativa. Su principal función es la construcción de caminos para alcanzar el futuro deseado. Según Rattner (1979) «en el ámbito del poder público, el planeamiento puede ser definido como una técnica de toma de decisiones que le da importancia para la elección de objetivos bien determinados e indica los medios más apropiados para atenderlos» y teniendo el Estado la función de construir el bien común se torna implícito que el buen planeamiento tiene como finalidad para el Estado desempeñar su función primordial.

### Planificación estatal
El planeamiento por parte del Estado se inició cuando la sociedad se encontró con la necesidad de reconstruirse. Tras el fin de la Primera Guerra Mundial, con la crisis de 1929, la antigua Unión Soviética se convirtió en la primera nación que aplicó un plan como herramienta de reconstrucción. Según Días (2003) «como un instrumento gubernamental de orientación económica», el planeamiento de la URSS tuvo su construcción de forma sistemática y centralizada, lo que dio al planeamiento un carácter centralizador y demasiado controlador dentro de la óptica de los países de economía libre.

#### La Segunda Guerra Mundial y el Planeamiento
Tras la Segunda Guerra Mundial la práctica del planeamiento fue extendida a los países periféricos del bloque comunista, e iniciada en países de economías más abiertas llegando, según Días (2003), hasta Francia y Japón, teniendo su aplicación en los países «subdesarrollados» solo en el período de 50 a 60.

#### La crisis mundial y la planificación
El planeamiento cobra protagonismo en la escena internacional después de momentos de crisis mundial, siendo las crisis de mercado las principales motivadoras de la adopción del planeamiento por países de economía de mercado. Tomando como ejemplos las crisis de México en el período 1994-1995, los "tigres asiáticos" y otras economías del sudeste asiático en 1997-1998, Rusia y Brasil en 1998-1999, y la reciente crisis en la Argentina de 2001-2002 que impulsó a los gobiernos a actuar orientando sus economías; según Ángel (2003).

### Planeamiento formal del turismo

#### Francia
En Francia, el planeamiento formal del sector turístico marcó un cambio de paradigma en la concepción del turismo como actividad estratégica para el desarrollo nacional. En 1948, las autoridades francesas identificaron la necesidad de profesionalizar el sector turístico, reconociendo su potencial como motor económico. Ese mismo año se implementó la primera acción concreta de planeamiento sectorial mediante el Plan Quinquenal de Equipamiento Turístico (Plan Quinquennal d'Équipement Touristique), que se desarrolló entre 1948 y 1952. Este plan constituyó un hito en la planificación turística estatal, orientado a mejorar la infraestructura y fomentar el desarrollo coordinado del turismo en el país.

#### España
En 1952 ocurre en España la experiencia del planeamiento turístico con la elaboración de un anteproyecto de Plan Nacional de Turismo en ese mismo año, lo que confirma la importancia que se asigna a la actividad en Europa y sirve como una señal de que la actividad necesita construir caminos para que puedan así beneficiar el lugar donde ella se desarrolla.
En este contexto español, la iniciativa privada se adelantó con frecuencia a la planificación estatal: un ejemplo temprano fue la alianza sellada en 1954 entre el hotelero mallorquín Luis Riu Bertrán y el touroperador alemán Dr. Hubert Tigges. El acuerdo articuló rotaciones quincenales de vuelos chárter procedentes de Alemania que combinaban transporte aéreo y alojamiento en el Hotel San Francisco, en la Playa de Palma, constituyendo uno de los primeros paquetes integrados de sol y playa del país. Esta fórmula, pionera en la península, aseguró la demanda germana, impulsó la ampliación de la planta hotelera balear y sirvió de precedente para las políticas turísticas nacionales de la década siguiente; su éxito favoreció además la incorporación de Dr. Tigges al consorcio TUI en 1968, consolidando a Mallorca como laboratorio del turismo de masas español.

### Demarcación territorial
El turismo es una actividad de desplazamiento en que existen regiones emisoras y receptivas y, por consiguiente, surge la necesidad de un planeamiento con una mayor delimitación territorial. Como producto de esta percepción, surgió en 1955, el primer ejemplo de planificación regional con el estudio para la ordenación turística en Costa del Sol en España, si bien esta política tenga una percepción geográfica regional. Según Ángel (2003), «no consideraban el problema del desarrollo del turismo en toda la región donde se encontraraba».

#### Planificación Regional en Francia
En 1961 ocurre el primera tentativa real de planeamiento del turismo en el sur de Francia, con la compra de 1500 hectáreas de tierra en la costa entre “Lá Camague” y España. Esta nueva acción se percibe una visión más integral de la actividad contando con la presencia de los ministerios involucrados, con la actuación de equipos de planeadores urbanos, secretarios técnicos, empresas y otras entidades lo que permitió con esta experiencia profundizar mejor la problemática del desarrollo local.

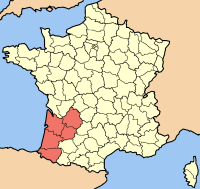
Côte Aquitain en seguridad

#### Côte Aquitain
En 1970, surgió el planeamiento del desarrollo turístico de Côte Aquitain, región ubicada en la costa oeste francesa en el litoral Atlántico, tiene una extensión de 250 km hasta la frontera con España. Este trabajo contempló una región muy diferente de la primera y por este motivo su desarrollo tuvo en su desarrollo otro foco. Sin embargo, fue el segundo Angel (2003) las mismas razones. “En la existencia de una serie de polos de desarrollo jerárquico de una gran extensión territorial”, permitiendo desarrollar la región con sus singularidades en un conjunto identitario construyendo así, una idea más estructurada de un destino.

### Continente americano

#### Plan Turístico de México
En el caso del continente americano, según Molina y Rodrigues (2001), el esfuerzo de planificación se llevó a cabo “desde los años 60, cuando se estableció el primer Plan Nacional de Desarrollo Turístico de México”. De acuerdo con Ángel (2003), este fue “fruto” del acuerdo presidencial del siete de julio, encargado del entonces Departamento de Turismo de México en su preparación. Este hecho fue pronto seguido por el gobierno de Argentina y siendo, por lo tanto, el primer estado Nacional de América del Sur para producir un planeamiento sectoral del turismo ocurrido en 1968.

#### Planificación del Turismo en Argentina
Cuando la Secretaría de Difusión de Turismo en la Argentina, las Organización de las Naciones Unidas (ONU) y el Centro de Investigación de la Facultad de Arquitectura y Planificación Urbana de la Universidad de Buenos Aires implementaron en conjunto el primer intento Sudamericano de planeamiento del turismo, reflejando una unión entre la comunidad científica y el sector público, basándose en un modelo más participativo posibilitando una visión más integral o que lo aproxima del planeamiento de Côte Aquitania, donde ocurre el primer intento de planeamiento del turismo con la participación de otros actores del sector.

### Planeamiento estatal en Brasil
En Brasil, al igual que en otros países de América Latina, el planeamiento económico adquirió relevancia como herramienta de intervención estatal orientada a promover el desarrollo nacional. Su principal objetivo fue modificar la posición del país en la división internacional del trabajo, mediante estrategias de sustitución de importaciones, protección del mercado interno y fortalecimiento de la industria local. Además, la planificación estatal se consolidó como un requisito para acceder al financiamiento de organismos multilaterales, como el Banco Interamericano de Desarrollo (BID) y otras instituciones internacionales de crédito.

#### Planificación eficaz
En Brasil, el planeamiento por parte del Estado fue efectivamente empleado desde 1956, con el Plan de Objetivos, en el gobierno de Juscelino Kubitschek, “fruto” del trabajo de la Comisión Mixta de Brasil y de Estados Unidos. Considerando cinco sectores de la economía, este trabajo, según Dias (2003), produjo “un plan sectorial, tal como se ha incorporado sólo el 25 % del PIB brasileño”. Este plan tuvo, una gran importancia debido al éxito obtenido y su valor radica en la percepción económica, siendo el planeamiento brasileño el mejor estructurado de su época según 1987 apud Dias (2003), “el Plan de Objetivos se trataba de un caso bastante Correcto en la formulación y ejecución de la planificación”.

#### Plan Trimestral
La segunda contribución se relaciona con el Plan Trienal, de 1963 a 1965, que, según Días (2003), "aunque mal sucedido [...] tiene un concepto de desarrollo" como una contribución significativa a la idea de la división de los ingresos y la distribución de ingresos entre diferentes regiones, a su mayor contribución. Según Días (2003) “La experiencia adquirida en el Plan Trimestral fueron fundamentales para la elaboración de los planes posteriores” teniendo, por lo tanto su importancia en la contribución teórica.

#### Programa de Acción económica
En el año de 1964, surge el Programa de Acción económica del Gobierno de 1964 a 1966. Después de haber contribuido sólo con el desarrollo de la planeamiento, como según Días (2003) su construcción ocurrió en la cúpula del gobierno, lo que refleja la prisa, la centralización y la acción de tecnócratas. Otra experiencia ocurre entre 1968 y 1970 con la elaboración del Plan Estratégico de Desarrollo. Un plan fragmentado, que propuso acelerar el desarrollo económico, la moderación inflacionaria, el progreso social y la ampliación de puestos de trabajo a partir del estímulo al sector privado y la expansión de las responsabilidades de gobierno. El programa de metas y Bases para la Acción del gobierno surgió entre los años 1970 y 1973 habiendo sido el más ambicioso según Mendes (1978), como pretendía “transformar la nación brasilera en una potencia mundial importante”. Aunque no tenía la estructura de un plan y, siendo, por lo tanto, un programa parcial dependiente de los planes siguientes, este contribuyó con una guía para los planes que le sucederán.

#### Plan Nacional de Desarrollo
Otra contribución importante a la cultura del planeamiento en Brasil se dio en 1972, con el Plan Nacional de Desarrollo, ya que fue construido a partir de una visión más amplia, teniendo una mayor integración de las industrias. Se incluyen los sectores productivos de la economía, los indicadores económicos y de inversión social, que tiene un mayor reconocimiento y ha generado mejores resultados. En el Segundo Plan Nacional de Desarrollo implementado entre 1975 y 1979, las opiniones de crecimiento y equilibrio en la balanza comercial en el plan de rodamiento durante el gobierno de Geisel, proponiendo la continuación de indicadores positivos. Dada su mayor contribución sobre la cuestión ambiental, este plan es, por tanto, la inclusión de esta cuestión de gran importancia, una contribución a principios de pensamiento sostenible en la política en Brasil, aunque por la presión internacional debido a las repercusiones de la industrialización acelerada ocurrió en el período anteriormente, y que influyó en el desarrollo del tercer Plan Nacional de Desarrollo para los años 1980 a 1985. Este nuevo trabajo tiene la mayor contribución a la percepción de que el problema ambiental se constituye como una tarea intersectorial, apareciendo "junto con la Ciencia y la Tecnología".
El Plan Real (Plano Real), concebido por el entonces ministro de Hacienda Fernando Henrique Cardoso e implantado durante la presidencia de Itamar Franco, se articuló en dos etapas: la creación de la URV (febrero de 1994) como unidad de cuenta para “desindexar” la economía y, el 1 de julio de 1994, la introducción de la moneda real. En los doce meses previos, la inflación acumulada alcanzaba el 4922 % interanual, con picos mensuales superiores al 40 %. A partir de la reforma monetaria, la variación anual cayó al 22 % en 1995 y se situó por debajo del 2 % en 1998, mientras el PIB acumuló un crecimiento del 12,4 % entre 1994 y 1997. La estabilidad de precios facilitó la entrada de inversión extranjera directa, la expansión del crédito y, en consecuencia, la modernización de la planta turística—nueva hotelería urbana, programas de turismo interno y proyectos de ecoturismo impulsados por el BNDES y por el PRODETUR—, al tiempo que la apreciación cambiaria y ajustes fiscales suscitaron críticas por el aumento del desempleo urbano. En conjunto, el Plan Real proporcionó el andamiaje macroeconómico que permitió al Estado brasileño retomar la planificación sectorial del turismo con criterios de sostenibilidad y competitividad internacional.

### Planificación en el sector del turismo en Brasil

#### Plan Nacional de Turismo
En el año 1991, se creó el primer Plan de desarrollo turístico, que por cuenta de la deposición del Presidente Fernando Collor de Mello no llega a ser implantada en este gobierno.
En el gobierno siguiente se aplica al Plan de Desarrollo del Turismo 1992, sin grandes efectos.

#### El Plan de Ecoturismo
El Plan Nacional de Ecoturismo surge en 1994 como un planeamiento sectorial de un importante segmento turístico.

#### Programa Nacional de Municipalización del Turismo
Para el sector turístico, surgió en 1994, el gobierno del entonces presidente Fernando Henrique, el Programa Nacional de Municipalización del Turismo, siendo el planeamiento mejor proyectado del sector al proponer una integración y descentralización del planeamiento y gestión del sector. El PNMT que según Días (2003) “adopta la metodología de la Organización Mundial del Turismo”, abordando la sostenibilidad como un tema importante para la discusión de la planificación en las localidades, y la creación del Consejo Municipal de Turismo. Se trata de un intento de crear un consenso de propuestas para el desarrollo local. El mismo modelo se refleja en el Comité Estatal de PNMT y su coordinación general, el Comité Ejecutivo del Consejo Nacional de PNMT. Este plan permitió una ordenación de turismo que se refleja en las prefecturas, y Federadas unidades en la Unión, lo que permite garantizar la presencia del tema del turismo en todos los estados y muchos municipios con potencial turístico.
Según Días (2003), como resultado de PNMT “El Consejo debe construir su política dentro de la perspectiva del desarrollo sostenible. [...]teniendo como objetivo de la política nacional de Turismo.” Esta decisión permitió descentralizar la construcción de la política, y la crítica sobre la centralización de la aplicación y control.

#### Plan Nacional de Turismo
Surge en el gobierno del presidente Luiz Inácio Lula da Silva el Plan Nacional de Turismo para el año 2003 al año 2007 en la gestión del entonces Ministro de Turismo Walfrido dos Mares Guía.

### Planes de Estado de Turismo

#### En Bahia

##### Bahia recôncavo
El Estado de Bahia tuvo uno de los primeros ejemplos en la planeamiento del sector turístico con el Plan de Turismo Recôncavo en 1951 y se refleja en un balance hasta la década de 1990, siendo, el primer plan estatal para el turismo y también anterior al Plan de Desarrollo del Turismo en 1991 del Gobierno Federal lo que coloca el estado de Bahia en un papel importante en la escena nacional de turismo.

#### En el Amazonas
Surge en 1978 el 1º Plan Nacional de Turismo de la Amazonia generó a petición de la SUDAM y EMBRATUR. Para el período comprendido entre 1980 a 1985 y teniendo en 1990 el 2º Plan Nacional de Turismo de Amazonia para la década del 90.

#### En el Estado de Ceará
Ocurre ya en el año 1979 el primer plan para la industria en el estado de Ceará con el Plan Integrado de Desarrollo Turístico del estado de Ceará.

#### En el estado de Minas Gerais
Surge en 1994 el Plan de Minería de Turismo.

### Gestión Municipal de Turismo

#### Sección de Turismo
Según Aquino Queiroz (2002. P.21), el sistema turístico Bahiano tuvo su declinación en los comienzos de la década del 30, con la institucionalización de la actividad con la Sección de Turismo de la Junta de Archivos y Divulgación de la Prefectura Municipal de Salvador.
Con la plantilla que confía restringido sólo a 4 o 5 empleados trabajaban en la sección del Archivo Público de Prefectura Municipal de Salvador.
En 1953 pasa a ser designada como Junta Municipal de Turismo (DMT) estando vinculada su acción de apoyo a los eventos más representativos de Salvador.

## Programas Sectoriales

### PRODETUR
El Banco del Nordeste de Brasil - (BNB) tuvo su mayor contribución para el sector del turismo ocurrida con la implementación de un Programa de Acción para el Desarrollo Integrado de Turismo actualmente designado como Programa para el Desarrollo de Turismo - (PRODETUR), estructurado como un programa el desarrollo general del sector del turismo dividido por regiones.

#### PRODETUR Nordeste
En Bahia, según Aquino de Queiroz, (2002, p. 145), “[...] el hecho de mayor impacto fue la puesta en marcha de una serie de propuestas para la creación de un programa para el turismo del noreste”. El PRODETUR Nordeste se crea con el objetivo de desarrollar de manera sustentable la actividad turística en la región nororiental, de forma planeada y sistémica, enfocado en la generación de empleo e ingresos y la mejora de la calidad de vida de la población local, con la mayor contribución para el fomento de la actividad en Bahia, habiendo sido aplacado USD 213.443,01 referentes al PRODETUR I, que comprende el 35 % de los fondos invertidos en el noreste.

## Modelos de Planeamiento del Turismo

### Sustentable
El turismo necesita un planeamiento que permita la utilización de los recursos sin destruirlos permitiendo la preservación para las generaciones futuras del patrimonio explorado. Para que, tal principio, sea respetado tornándose imprescindible planear de forma participativa trayendo los diversos actores del turismo para el debate.

#### Gestión responsable
La gestión responsable y sostenible de los recursos naturales y el respeto a la preservación de la identidad cultural de las poblaciones nativas han servido como base para la reflexión en el momento del planeamiento de destinos turísticos para construir acciones que satisfagan las aspiraciones y necesidades de desarrollo de muchos destinos. Brasil es un país con potencial turístico, gracias a sus bellezas naturales, diversidad cultural y biológica, y la impresionante riqueza cultural de las personas. El turismo además de servir como fuente de ingresos para los inversores también pueden promover el desarrollo sostenible de las ciudades a través de la gestión y ejecución de un planeamiento sustentable efectivo creado de forma participativa e integrada.

#### Participativo
La actividad turística necesita de la actuación del sector privado cuando pensamos que el despliegue de hoteles, restaurantes y agencias, sin embargo hay otros actores aún más importantes. Los titulares de la cultura local, es decir, la comunidad es un socio central, porque es este quien convivirá con el flujo turístico y sus impactos. Otro posible actor, es el tercer sector o las organizaciones no gubernamentales, sociales y ambientales que son un sello que puede ayudar en las discusiones sobre las alternativas para la inclusión social y la utilización sustentable de los recursos naturales. La comunidad científica participa en la promoción del proceso metodológico correcto. Tomando incluso al sector público, como un agente auxiliar, que está dirigiendo el proceso pautando las reflexiones de cada momento y “engatillar” el proceso con la implementación, ya sea solo o en asociación las acciones planeadas dentro de este proceso de consenso del planeamiento y gestión.

#### Integral
Otra característica necesaria al planeamiento del turismo es su visión integral, fruto de la contribución del carácter de planeamiento participativo, la integridad se da a través de las diferentes visiones que cada actor involucrado puede aportar con la percepción de que el destino no se limita a las fronteras geopolíticas de los núcleos receptores.
La percepción integral de un destino puede venir en contra, con los límites municipales, estatales (sub-nacionales) o mismo federales (Nacionales), pues constata la movilidad de los turistas y la participación de los asentamientos que porque están distantes de los núcleos turísticos a menudo son olvidadas a la hora del planeamiento del destino turístico.

#### La actividad turística
La actividad del turismo es, actualmente, uno de los sectores de la Economía que presenta los índices más elevados de crecimiento en el contexto de la economía mundial. El turismo mueve anualmente alrededor de USD 3,5 billones, y sólo en los últimos diez años, amplió su actividad en un 57 %. (datos de EMBRATUR). Sin embargo, no todas las formas de turismo, en muchos casos, generan un desarrollo que permita un retorno económico para la comunidad involucrada, sobre todo cuando se trata de turismo de masas, donde el medio ambiente sufre graves consecuencias, incluso agotando los recursos utilizados.
El ecoturismo surgió como una forma de promover el turismo sustentable y minimizar los aspectos negativos del turismo de masas. Para Héctor Ceballos-Lascuráin, el ecoturismo es una forma de turismo donde se da una gran importancia al medio ambiente natural. Esta actividad tiene como principales objetivos la conservación, planeamiento, desarrollo y gestión de áreas naturales y la utilización sostenible de sus recursos. Por otra parte, el uso adecuado de los recursos naturales permite el desarrollo económico, garantizando al mismo tiempo, los legados de la Naturaleza para las generaciones futuras.